# Ictinogomphus kishori
Ictinogomphus kishori – gatunek ważki z rodziny gadziogłówkowatych (Gomphidae).